# Capitán de llaves
Antiguamente, se llamaba capitán de llaves al oficial encargado de abrir y cerrar las puertas de las plazas de armas. 
Según el decreto del reino de España de 13 de septiembre de 1842 que fijaba la nueva organización de los estados mayores de plaza el encargo de capitán de llaves debía desempeñarse por el ayudante de última clase que hubiese en la plaza y en caso de haber más de uno, por el que nombrara el gobernador. Para recibir las llaves debía ir el capitán a casa de éste acompañado por un cabo y cuatro soldados del principal. Tomadas aquellas debía desempeñar su cometido bajo las formalidades prescritas en la Ordenanza. Los capitanes de llaves que no tuvieran grado en el ejército serían reputados por últimos alféreces. 